# Nikaragua
Nikaragua, plným názvem Nikaragujská republika, je stát ve Střední Americe. Leží mezi Karibikem a Pacifikem. Na severu sousedí s Hondurasem (délka hranice 922 km) a na jihu s Kostarikou (309 km).

## Historie a politika
Během koloniálního období bylo území dnešní Nikaraguy součástí generálního kapitanátu Guatemala. Ten vyhlásil nezávislost na Španělsku 15. září 1821. O rok později byl vzniklý stát podroben Mexikem. Mezi roky 1823 a 1839 byla Nikaragua součástí Spojených středoamerických provincií. Během 19. století proběhlo několik dalších nepříliš úspěšných pokusů o vytvoření federace středoamerických států. Mezi lety 1912 a 1933 byla země okupovaná Spojenými státy americkými, které do vedení země napomáhaly konzervativním politikům ochotným podporovat americké investice v zemi.
Období 60. a 70. let 20. století je spojeno s událostmi tzv. Sandinistické revoluce. V roce 1979 došlo v Nikaragui k převratu, kdy byl svržen diktátorský režim rodu Somozů a moci se chopili Sandinisté, levicová strana hlásící se k marxismu a teologii osvobození. Během své vlády zdokonalili infrastrukturu, vybudovali průmysl a zvýšili gramotnost obyvatelstva. Na nástup Sandinistů k moci reagovaly Spojené státy ekonomickými sankcemi a podporou opozičních povstaleckých skupin Contras. Americká podpora těchto organizací vyšla plně najevo v aféře Írán-Contras. Sandinisté byli od roku 1979 do 1990 jedinou vládní stranou v Nikaragui. V letech 1990 až 2006 byli v opozici, dnes jsou opět u moci. V letech 1997 až 2002 byl prezidentem Nikaraguy José Arnoldo Alemán Lacayo.
V roce 2007 se prezidentem stal Daniel Ortega. Ortega byl zvolen prezidentem i v následujících volbách, přestože to tehdejší ústava nepovolovala. V roce 2014 došlo k její transformaci, která znovuzvolení umožňuje a dává prezidentovi přímou kontrolu nad armádou a policií. Zároveň dochází k neustálému zmenšování prostoru pro nezávislé nevládní organizace. Většina médií je v rukou státu, což ještě více zhoršuje lidskoprávní situaci v zemi.

## Státní symboly

### Vlajka
Nikaragujská vlajka je tvořena listem o poměru stran 3:5 se třemi vodorovnými pruhy: modrým, bílým a modrým. Uprostřed je umístěný státní znak.

### Znak
Nikaragujský státní znak je trojúhelník, ve kterém se na hranicích dvou oceánů zvedá pět zelených vulkánů. Nad nimi je frygická čapka svobody, okolo které jsou sluneční paprsky a duha míru. Okolo trojúhelníku je do kruhu text zlatým písmem, v horní části opis „REPÚBLICA DE NICARAGUA" (česky Nikaragujská republika) a v dolní „AMERICA CENTRAL" (česky Střední Amerika).

### Hymna
Nikaragujská hymna je píseň Salve a ti, Nicaragua (česky Sláva tobě, Nikaraguo). Text napsal Salomon Ibarra Mayorga, hudbu složil Luis A. Delgadillo.

## Geografie
Středem země prochází pohoří Kordillery s mnoha sopkami. Na jihozápadě se rozkládají jezera Nikaragua (8430 km²) a Managua. Směrem k pobřeží Karibského moře se povrch snižuje až k bažinatému pobřeží Moskytů s porosty mangrovů, většina území státu leží v úmoří Atlantského oceánu (řeky San Juan, Coco, Río Grande). V karibském moři leží nikaragujské ostrovy Cayos Miskitos a Corn Islands.
Jezero Nikaragua bylo kdysi spojené s oceánem. Tektonické procesy vytvořily později nové pohoří, a tak se jezero oddělilo od oceánu. V jezeře žijí žraloci bělaví, kteří sem z moře pronikli po řece San Juan; v minulosti byla tato populace pokládána za samostatný endemický druh sladkovodních žraloků Eulamia nicaraguensis. Na jezeře je několik vulkanických ostrovů (např. Ometepe, Zapatera).

## Ekonomika
Nikaragua je jedním z nejchudších států v Latinské Americe. HDP počítaný v paritě kupní síly na obyvatele v roce 2018 dosáhl hodnoty 5 533 mezinárodních dolarů. Nikaragua je členem DR-CAFTA. Nejvýznamnější položky nikaragujského exportu jsou výrobky textilního průmyslu, izolované vodiče a kabely a dále zemědělské produkty – hovězí maso, káva, tabákové výrobky a mořské plody.
Rozvíjejícím se odvětvím ekonomiky je také turismus.

## Administrativní členění
Nikaragua je unitární stát. Je rozdělena do 15 departementů a 2 autonomních regionů. Těchto 17 územních celků se dále dělí na 152 municipios (obdoba českých okresů).
|  | Departementy Nikaraguy |  | 1. Boaco 2. Carazo 3. Chinandega 4. Chontales 5. Estelí 6. Granada 7. Jinotega 8. León 9. Madriz |  | 1. Managua 2. Masaya 3. Matagalpa 4. Nueva Segovia 5. Rivas 6. Río San Juan 7. Región Autónoma de la Costa Caribe Norte 8. Región Autónoma de la Costa Caribe Sur |